# ヒルター・アム・トイトブルガー・ヴァルト
ヒルター・アム・トイトブルガー・ヴァルト (ドイツ語: Hilter am Teutoburger Wald) （以下、「ヒルター」と略記する）は、ドイツ連邦共和国ニーダーザクセン州オスナブリュック郡南部の町村（以下、本項では便宜上「町」と記述する）である。

## 地理

### 位置
ヒルターはトイトブルクの森の西に位置する。最高地点は町域南東のホーンアンゲル (262 m) である。1910年にツェッペリン LZ7号「ドイチュラント」が墜落したリムベルクは、その一部がヒルターの町域にあたる。1885年から1903年までリムベルクのヒルターベルク炭坑で石炭の採掘が行われていた。

### 隣接する市町村
ヒルターは、北はゲオルクスマリーエンヒュッテおよびビッセンドルフ、東はメレ、南はディッセン・アム・トイトブルガー・ヴァルト、バート・ローテンフェルデおよびバート・ラーエル、西はバート・イーブルクと境を接している。

### 自治体の構成
この町の地区と人口は以下の通りである:
- アレンドルフ（207人）
- ボルクロー（1,745人）
- エッベンドルフ（731人）
- エッペンドルフ（296人）
- ハンケンベルゲ（676人）
- ヒルター（4,730人）町役場の所在地
- ナトルプ（人口はヒルターに含まれている）
- ウプヘーフェン（220人）
- ヴェレンドルフ（1,567人）

人口は2011年6月20日現在の数値である。

## 歴史
ボルクロー集落は1068年に初めて文献に記録されている。ヒルターが初めて記録されたのは1144年である。

### 町村合併
1937年4月1日にナトルプ＝ヒルターがヒルターに合併した。1970年7月1日、それまで独立した自治体であったアレンドルフ、ボルクロー＝ヴェレンドルフ、エッベンドルフ、エッペンドルフ、ウプヘーフェンが合併してボルクローが成立した。ボルクローは、1972年7月1日にハンケンベルゲとともにヒルター・アム・トイトブルガー・ヴァルトに合併した。

### 地名の由来
地名については様々な解釈がなされている。ある説では、Hilter という地名に含まれる語尾の ter に着目している。これは樹木や藪の根のある場所を指している。古語の Helderi はライラックの木がある村を意味している。しかし別の説もある。前半は Hil = Helle (Hiele) = Berghöhe（山の高台）、後半の tere は緑の木である。この説に従えば、ヒルターは「緑に覆われた高台の森にある村」を意味することになる。

## 住民

### 人口推移
以下の表は、各年の12月31日時点での市域における人口を示している。
数値は、1987年5月25日の人口調査結果に基づくニーダーザクセン州統計およびコミュニケーション技術局の研究結果である。
1961年（6月6日）と1970年（5月27日）の数値は、1974年以降の市域にあたる地域の人口調査の結果である。
| 年   | 人口（人） |
| ---- | ---------- |
| 1961 | 7,443      |
| 1970 | 8,275      |
| 1987 | 8,614      |
| 1990 | 8,908      |
| 1995 | 9,640      |
| 2000 | 9,957      |
| 2005 | 10,174     |
| 2010 | 10,228     |
| 2011 | 10,267     |

## 行政

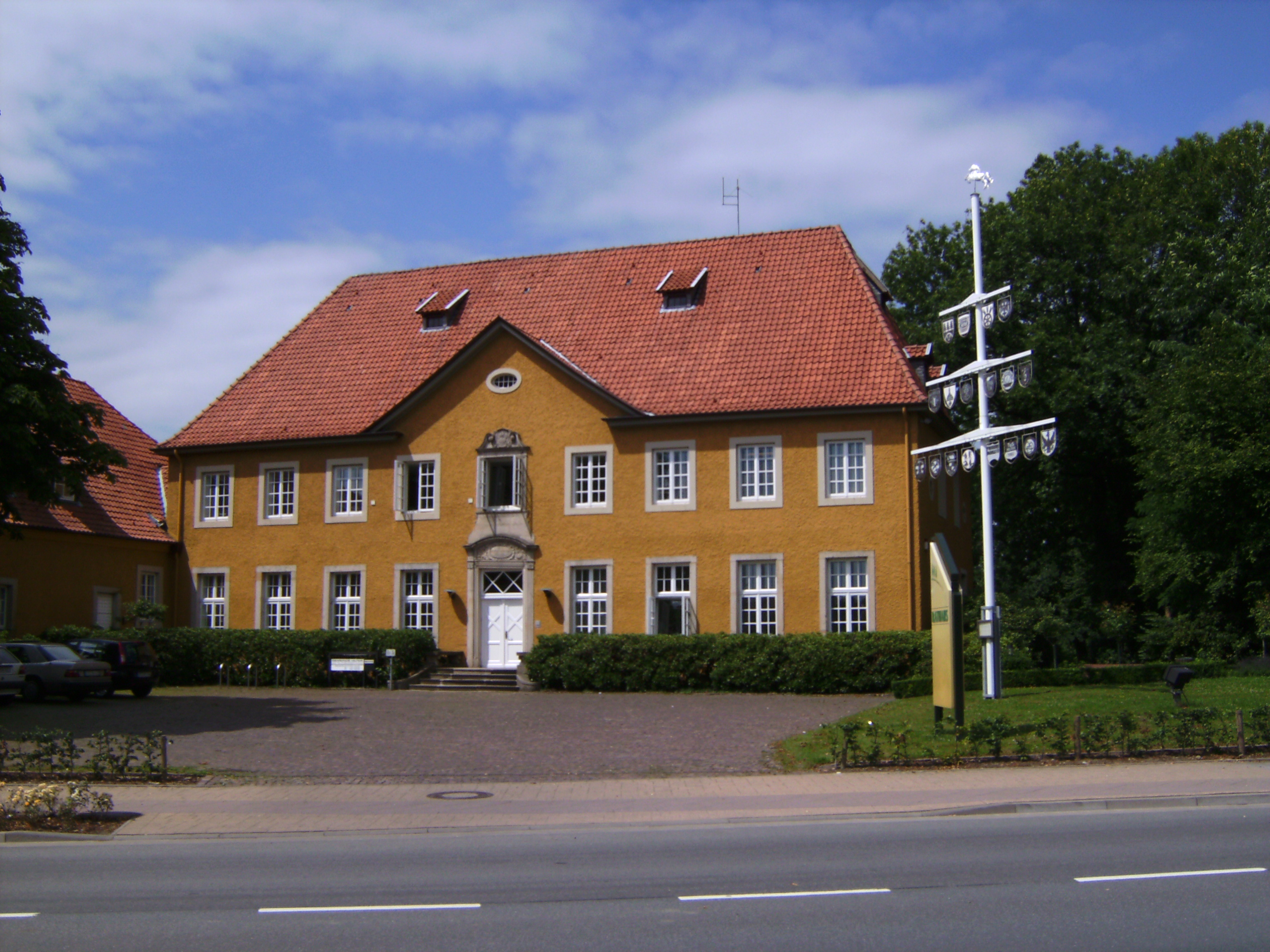
ヒルターの町役場

### 議会
ヒルターの町議会は 24議席で構成されている。これに町長が投票権を有する議長として加わる。

## 文化と見所

### 年中行事
MSC オスナブリュックは毎年8月にヒルター＝ボルクローのウプヘーフェナー・ベルクでオスアンブリュッカー・ベルクレンネン（カーレース）を開催している。
毎年復活祭後の2週間、ブラスオーケストラ・ボルクローの春のコンサートが行われる。
2年に1度奇数年の10月にオッカーマルクトが開催される。この時には町を貫く通りが遮断され、歩行者専用地域にされる。ヒルター消防団をはじめとするローカルグループの他に男声合唱団や全国的に知られているトイフェルスカルテットが参加する。

## 経済と社会資本

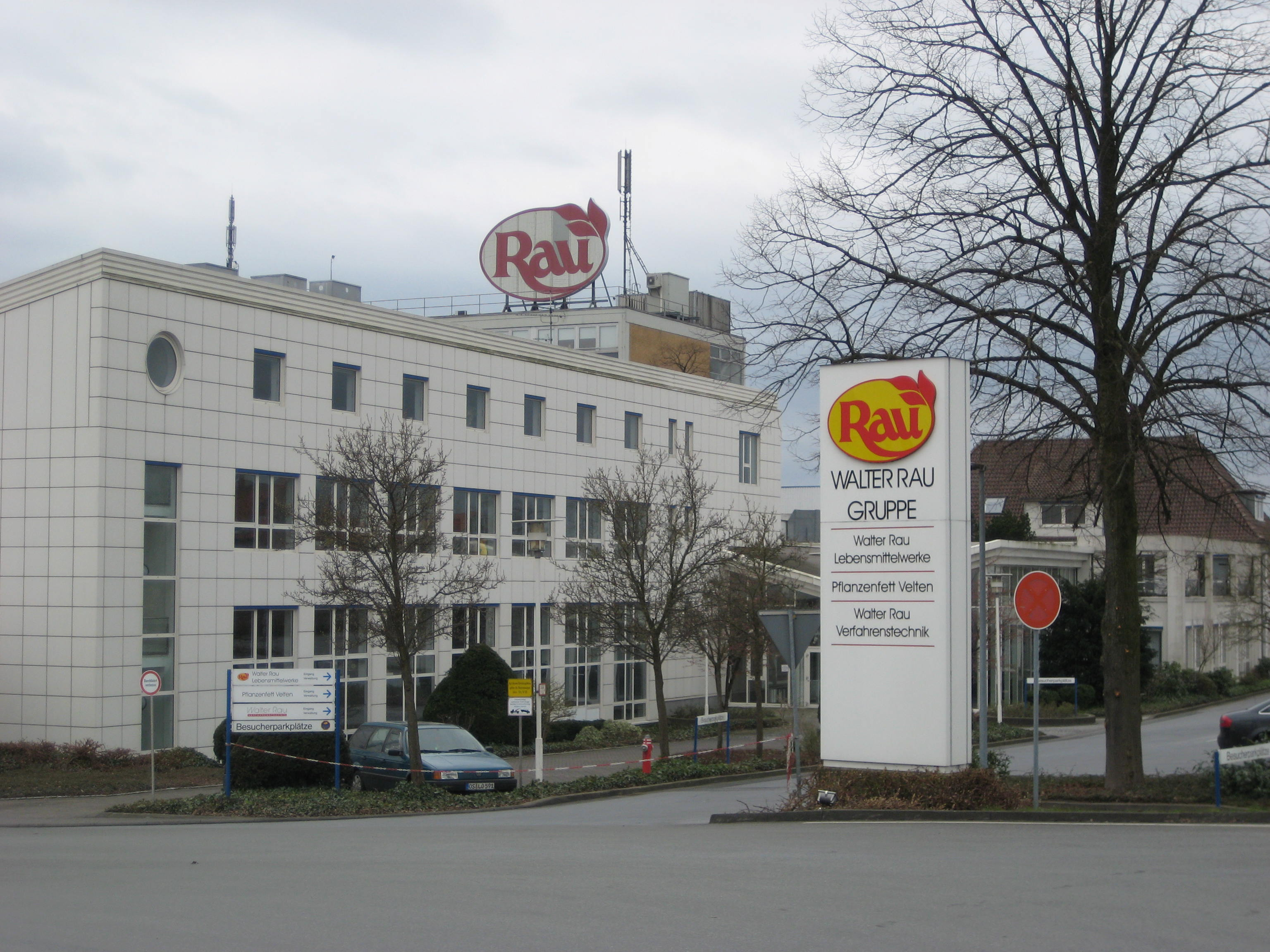
ヴァルター・ラウ食品

### 経済
18世紀の初め、石炭の採掘がヒルターの最も重要な収入源であった。石炭採掘は、オスナブリュック司教領主エルンスト・アウグスト2世によって奨励された。この他にヒルターではヒルター・オッカー（黄土採掘場）が拡充された。1903年、この町の農場主の館を購入したヴァルター・ラウは、ヴァルター・ラウ食品を設立した。この食品会社は2008年2月にアメリカの Bunge コンツェルンに買収された。農業は、ヒルターで常に重要な役割を担っている。町の総面積の 56.3 % が農業用地である。

### 交通

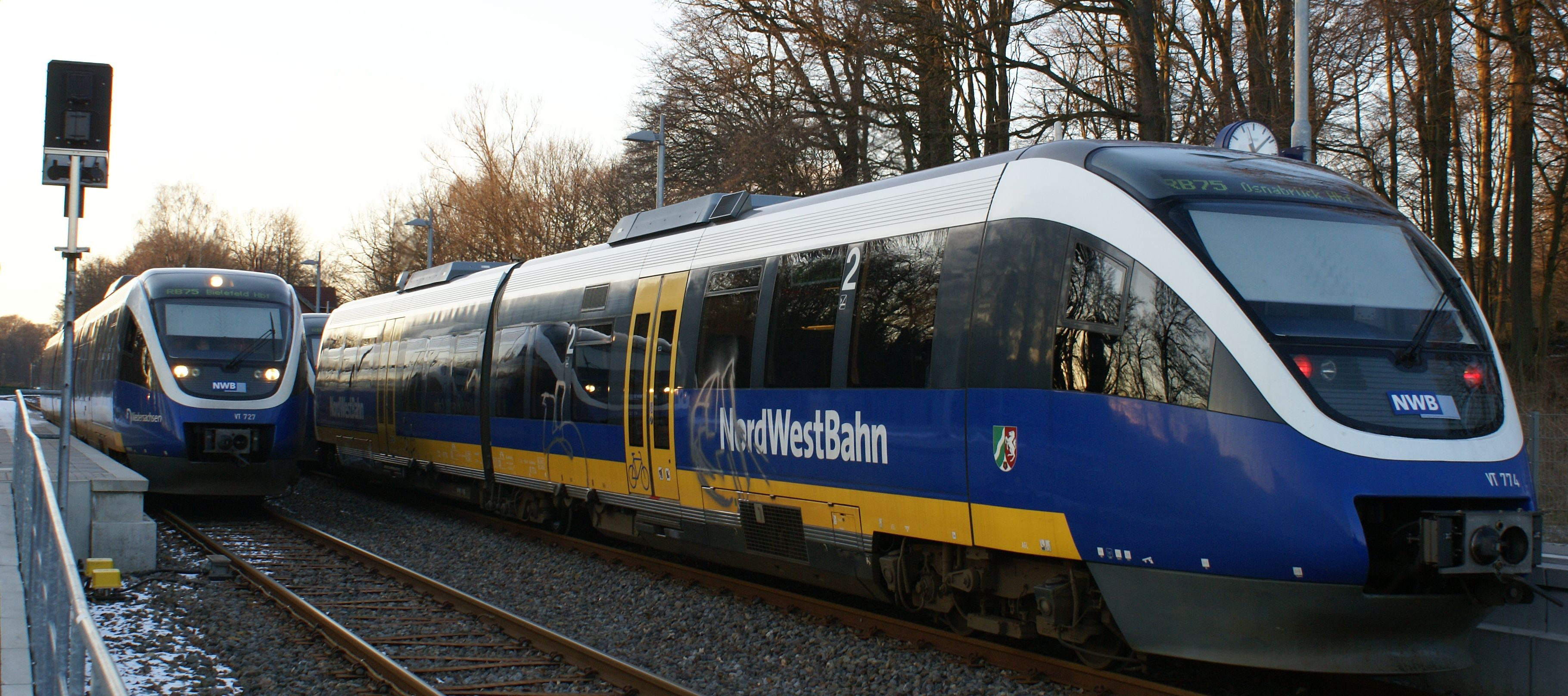
ヴェレンドルフ駅に停車中のハラー・ヴィレム

ヒルターは、町内を南北に貫く連邦アウトバーン A33号線経由で広域道路網に接続している。この他に連邦道 B68号線が町内を通っている。
鉄道オスナブリュック - ビーレフェルト線 (KBS 402) にヒルター駅とヴェレンドルフ駅があり、1時間間隔でレギオナルバーン「ハラー・ヴィレム」RB 75 が運行している。ハイカーには大変貴重なハンケンベルゲ駅も存在する。この駅はトイトブルクの森の尾根上にあり、ドイツ北西部では最も高い場所に位置する駅である。この近郊公共旅客鉄道はノルトヴェストバーンによりタレントの気動車を使って運行されている。
地域バスは、ヒルターとディッセン、バート・ローテンフェルデ、ゲオルクスマリーエンヒュッテ、オスナブリュックとを結んでいる。
オスナブリュック郡内のバス交通にはオスナブリュック交通会社 (VOS) の運賃が適用される。「ハラー・ヴィレム」には VOS-Plus の連盟運賃、ビーレフェルト方面へはOWL交通GmbH の「デア・ゼクサー」連盟の越境運賃が適用される。